# Stara Synagoga w Kwidzynie
Stara Synagoga w Kwidzynie – budynek dawnej synagogi znajdująca się w Kwidzynie przy obecnej ulicy Batalionów Chłopskich 44.
Synagoga została zbudowana w latach 1830–1832. W latach 30. XX wieku kwidzyńska gmina żydowska sprzedała budynek synagogi niemieckim władzom miasta, które umieściły w nim warsztat rzemieślniczy. Po zakończeniu II wojny światowej budynek dawnej synagogi służył jako rozlewnia wód PSS „Społem”. 
W 1988 roku został przekazany władzom miasta, które wyremontowały go, naprawiły zniszczony dach i sprzedały prywatnym osobom. W 1990 roku przeprowadzono kolejny remont, a w piwnicach urządzono warsztat stolarski. W czasie tego remontu odsłonięte zostały pierwotne otwory okienne. Konserwator zabytków wstrzymał prace remontowe. Od tego momentu budynek popada w ruinę. Obecnie grozi zawaleniem. 
Murowany z cegły budynek synagogi wzniesiono na planie prostokąta, w stylu neogotyckim. Wnętrze było pierwotnie jednoprzestrzenne, przesklepione drewnianą kolebką, która zachowała się do dziś.